# Марак, Максида
Ида Аманда «Максида» Марак (швед. Ida Amanda «Maxida» Märak, род. 17 сентября 1988 года) — шведско-саамская исполнительница в жанре йойк и хип-хоп, актриса и активистка.

## Биография
Максида — потомственная йойк-певица, её дед Юхан Марак (швед. Johan Märak) — также исполнитель песен в данном жанре.
Марак является правозащитником народа саами. Принимала активное участие в протестах против шахтного строительства в городе Каллак, Лапландия, в том числе записав в 2014 году совместный альбом Mountain Songs and other Stories со шведской блюграсс-группой Downhill Bluegrass Band.
В 2014 году она приняла участие в передаче шведского телевидения Sápmi Sessions, целью которой является продвижение саамской культуры; в рамках программы Максида объединилась с рэппером Aki и регги-группой King Fari Band. В том же году ей была присуждена молодежная стипендия саамского сообщества Såhkie Umeå «за высокое художественное качество и стилевое разнообразие, которые смело сочетаются с глубокой социальной приверженностью будущему саамской культуры».
В 2014 году участвовала в качестве актрисы и продюсера музыки в радиопостановке «Dagbok från Gallok» (Дневник Галлока) Шведского радио. Вместе с сестрой Тимими Марак выступала с концертами «Under asfalten ett fjäll» (Под асфальтом гора), проект был также политически окрашен.
В 2015 году совместно с Mando Diao записала песню-гимн «Love Last Forever» Чемпионата мира по лыжным видам спорта, проходившему в шведском Фалуне.
В 2017 году сотрудничала с футбольным клубом «Эстерсунд», в том числе руководила его культурными мероприятиями, темой которых была культура саамов.
В марте 2018 года выступила с собственной аранжировкой всем известной песни Цары Леандер «Vill ni se en stjärna?» (Хотите увидеть звезду?) в антракте «Второго шанса» конкурса Melodifestivalen 2018.